# Asenat
Asenat ist im Alten Testament die Tochter des ägyptischen Priesters Potifera und Ehefrau des Hebräers Josef.

## Etymologie
Der ägyptische Personenname Asenat lautet in der hebräischen Transkription אָסְנַת ’āsnat. Die rekonstruierte ägyptische Form des Namens ist N.ś-N.t oder ’iw.ś-n-N.t. Der Name bedeutet „Sie gehört der Neith“. Die Septuaginta gibt den Namen mit Ασεννεθ Asenneth wieder, die Vulgata mit Aseneth.

## Biblische Erzählung
Asenat wird in der Bibel nur in Gen 41,45 ; 41,50  und 46,20  genannt.

„Der Pharao verlieh Josef den Namen Zafenat-Paneach und gab ihm Asenat, die Tochter Potiferas, des Priesters von On, zur Frau. So wurde Josef Herr über Ägypten.“

Asenat entstammte einer wohlhabenden ägyptischen Familie. Ihr Vater, Potifera („der von Ra gegebene“), der nicht mit Potifar zu verwechseln ist, war Priester von On, eines Kultzentrums für den Sonnengott Re. Asenat wurde Josef vom Pharao zur Frau gegeben, nachdem Josef eine sieben Jahre andauernde Hungersnot vorausgesehen hatte. Sie gebar Josef zwei Söhne, Manasse und Ephraim, die Stammväter zweier Stämme Israels werden sollten (Gen 41,50 ).

## Nachbiblische Traditionen
In der Erzählung Josef und Asenat, einer pseudepigraphischen jüdischen Schrift aus dem ersten Jahrhundert n. Chr., wird das Leben der Asenat in Form einer Liebes- und Bekehrungserzählung geschildert.
Die spätere rabbinische Tradition macht Asenath zur Tochter Dinas und Sichems, die von Potifera lediglich adoptiert wurde. Damit wird das exegetische Problem gelöst, dass Joseph mit einer Nichtjüdin, gar der Tochter eines heidnischen Priesters verheiratet gewesen sei.

## Verfilmungen
In Die Bibel – Josef von 1995 wurde Asenath von der Italienerin Valeria Cavalli dargestellt. In Josef und seine Brüder aus dem Jahr 1960 tat dies Vira Silenti.